# Back to Mine: Pet Shop Boys
Back to Mine: Pet Shop Boys é a quarta coletânea musical da banda Pet Shop Boys, lançada a 25 de Abril de 2005.
É o vigésimo álbum da série Back To Mine, publicada pela DMC Publishing, que é uma coleção de discos mixados por DJs e compositores de música eletrónica. Entre os artistas que já participaram estão, por exemplo, os New Order e Morcheeba.
| Críticas profissionais                                                      | Críticas profissionais |
| Avaliações da crítica                                                       | Avaliações da crítica  |
| Fonte                                                                       | Avaliação              |
| --------------------------------------------------------------------------- | ---------------------- |
| allmusic                                                                    | [ 2 ]                  |
| Esta tabela precisa de ser acompanhada por texto em prosa. Consulte o guia. |                        |

## Faixas

### Disco 1: Chris Lowe
1. "Don't Cry Tonight" – Savage
2. "Take a Chance" – Mr. Flagio
3. "Dirty Talk" – Klein & M.B.O.
4. "Passion" – The Flirts
5. "Ti Sento" – Matia Bazar
6. "Never Be Alone" – Justice vs. Simian
7. "The Show Must Go On" – Queen
8. "Stand on the Word" – Celestial Choir
9. "I Was Born This Way" – Carl Bean
10. "I'd Rather Leave While I'm in Love" – Dusty Springfield

### Disco 2: Neil Tennant
1. "Traum" – Fairmont
2. "Pulse Pause Repeat" – Harold Budd, Ruben Garcia e Daniel Lentz
3. "Microgravity" – Biosphere
4. "Come In!" (II Movement) (Composto por Vladimir Martynov) – Ensemble Opus Posth
5. "Promenade Sentimentale" (Sentimental Walk) – Vladimir Cosma
6. "La Baie" – Étienne Daho
7. "Tiny" – Vessel
8. "Laura's Theme" – Craig Armstrong
9. "One Two Three No Gravity" (Dettinger Mix) – Closer Musik
10. "Goin' Back" – Dusty Springfield
11. "Lunz" – Lunz
12. "Sospiri" Op. 70 (Composto por Edward Elgar) – Sir John Barbirolli Conducts The New Philharmonic Orchestra
13. "DD Rhodes" – www.jz-arkh.co.uk
14. "Video Kid" – The Video Kid
15. "Movement" – Lobe
16. "At Dusk" – John Surman
17. "Melodie" Opus 47 No. 3 (Composto por Edvard Grieg) – Emil Gilels